# Shirley Babashoff

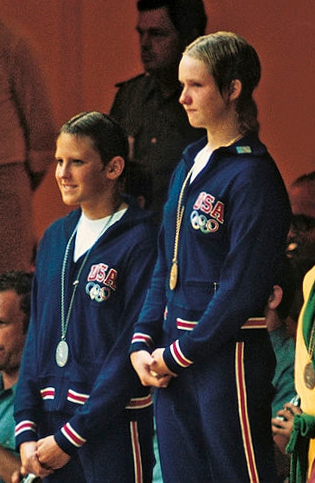
Shirley Frances Babashoff (links) bei den Olympischen Sommerspielen 1972

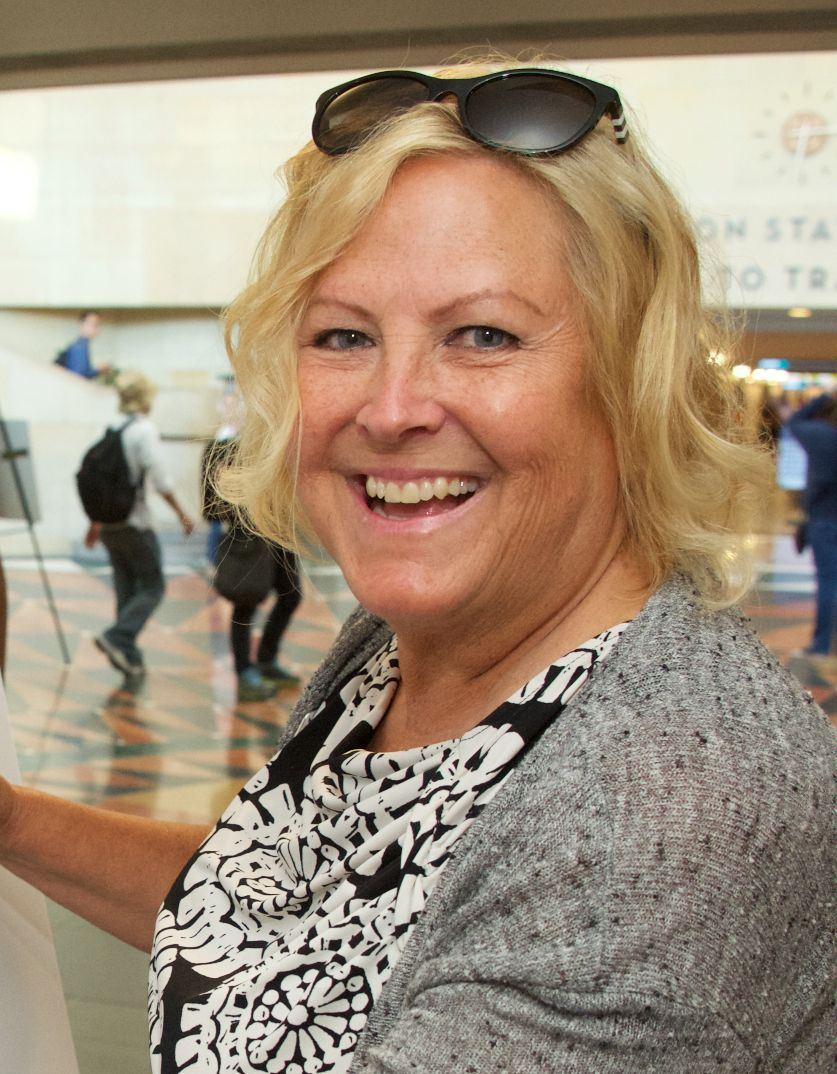
Shirley Frances Babashoff (2016)

Shirley Frances Babashoff (* 31. Januar 1957 in Whittier) ist eine ehemalige US-amerikanische Schwimmerin.

## Werdegang
Sie wurde bei den Olympischen Spielen 1972 in München und 1976 in Montreal mit der 4 × 100-m-Freistilstaffel Olympiasiegerin. Auf den Einzelstrecken war ihr bei Olympia der Sieg jedoch nicht vergönnt, sie gewann vier Mal die Silbermedaille. Mit acht Medaillen gehört sie aber zu den erfolgreichsten Schwimmerinnen in der Geschichte Olympias. An ihren Zeiten kann man auch den Fortschritt im Schwimmsport feststellen. Mit ihrer Zeit, die sie im olympischen Finale über 400 m Freistil erreichte, hätte sie zwölf Jahre zuvor die Goldmedaille bei den Männern gewonnen.
Bei Weltmeisterschaften konnte sie auch im Einzel triumphieren. Sie wurde bei den Weltmeisterschaften 1975 über 200 und 400 m jeweils Weltmeisterin. Während ihrer Laufbahn stellte sie insgesamt 11 Weltrekorde auf. Im Jahr 1982 wurde sie in die Ruhmeshalle des internationalen Schwimmsports aufgenommen.
Ihr älterer Bruder Jack Babashoff (* 1955) war ebenfalls als Schwimmer aktiv und gewann bei den Olympischen Spielen 1976 die Silbermedaille über 100 m Freistil.

## Auszeichnungen
- USOC Athlete of the Year 1974
- International Swimming Hall of Fame, 1982
- U.S. Olympic Hall of Fame, 1987
- Olympischer Orden, 2005[6]
- International Swimming Hall of Fame, 2024 als Mitglied der Freistilstaffel von 1976[7]